# راست‌لغز و چپ‌لغز

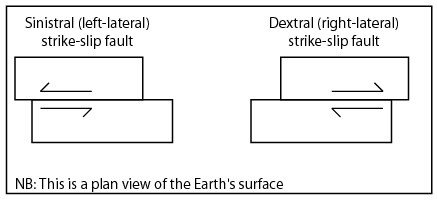
طرحی شماتیک از دو نوع گسل امتدادلغز. نمایی از سطح زمین، دید از بالا.

در زمین‌شناسی، اصطلاحات راست‌لغز و چپ‌لغز به مؤلفهٔ افقی جابه‌جایی قطعات در هر یک از دو طرف یک گسل گفته می‌شوند. این اصطلاحات به جهت‌هایی نسبی اشاره دارند؛ زیرا در صورتی که زاویهٔ دید از بالا باشد، جابه‌جایی قطعات نسبت به یکدیگر تعریف می‌شود.
در صورتی که ناظر یک طرف خط گسل بایستد و به طرف دیگر نگاه کند اگر حرکت طرف دیگر را به سمت دست راست خود ببیند، گسل از نوع راست‌لغز است و و اگر به سمت دست چپ خود ببیند، گسل از نوع چپ‌لغز است.